# Robert Ker Porter
Robert Ker Porter, KCH (1777–1842) fou un artista, autor, diplomàtic i viatger escocès. Conegut avui pels seus relats dels viatges a Espanya, Portugal i Rússia, va ser un dels primers pintors de panorames de Gran Bretanya. Fou nomenat pintor històric del Tsar Alexander I de Rússia i cònsol britànic de Veneçuela.

## Història

### Els primers anys
Porter va néixer a Durham l'any 1777, va ser un dels cinc fills de William Porter, un cirurgià d'exèrcit. Les seves germanes eren les escriptores Jane Porter i Anna Maria Porter. El seu pare va morir el 1779, i l'any següent la seva mare el va acollir a Edimburg, on va viure la major part de la seva infància. Porter va decidir que volia ser pintor d'escenes de batalla, i el 1790 la seva mare el va portar a veure Benjamin West, qui li va ensenyar prou dels seus esbossos per tal d'aconseguir-li l'admissió com a estudiant de la Royal Academy of Arts. El 1792 va rebre una paleta de plata de la Society of Arts per un dibuix titulat La Bruixa d'Endor. El 1793 li van encarregar pintar un retaule per l'església de Shoreditch; el 1794 pintà Crist allaujant la Tempesta per la capella catòlica romana de Portsea, Portsmouth, i el 1798 St. John Predicant pel St John's College, de Cambridge.

### Panorames i pintures històriques

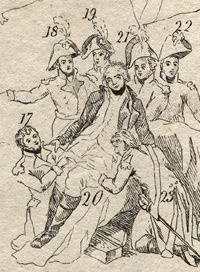
Detall de la "Mort de Gen Ralph Abercrombie" de Robert Ker Porter.

El 1800 va obtenir feina com a pintor d'escenes al Lyceum Teatre, i el mateix any va causar una gran sensació quan el seu panorama The Storming of Seringapatam va ser exhibit al Lyceum, de 37 m de llargada, que ocupava tres quarts de cercle i representava una idealitzada batalla dels anglesos a l'Índia. El va pintar, segons la seva germana Jane, durant sis setmanes. Altres feines d'èxit en el mateix format van ser Battle of Lodi (1803), també exhibit al Lyceum, i Defeat of the French at the Devil's Bridge, Mont St. Gothard, de Suwarrow el 1804. També va realitzar diverses fotografies a la Royal Academy com la Mort del Senyor Philip Sydney el 1792, La Derrota de King Stephen a la Batalla de Lincoln el 1793, i la Batalla de Northampton el 1796.

### Rússia, Espanya, Caucas i Pèrsia
El 1804 va ser nomenat pintor històric del Tsar Alexander I de Rússia. A St Petersburg va ser contractat per dur a terme algunes vastes pintures històriques per la Admiralty Hall. Durant la seva residència en la ciutat, es va guanyar l'afecte d'una princesa russa, Mary, filla de Prince Theodor von Scherbatoff, però diverses complicacions relacionades amb el seu festeig el van obligar a abandonar Rússia. Després de tot, va viatjar a Finlàndia i Suècia, i va ser nomenat cavaller pel rei Gustavus IV el 1806. Seguidament, va visitar diverses corts alemanys, i el 1807 es va crear la cavalleria de St Joachim de Würtemberg.
Mentre, a Suècia va conèixer el general John Moore, qui el va acompanyar a Espanya. Va estar a per tots els llocs de l'expedició militar, va ser present a la Batalla de Corunya i a la mort del general, i pintà molts d'esbossos sobre la campanya. Mentrestant havia aparegut l'any 1809 un dels seus treball, Esbossos dels viatges a Rússia i Suècia durant els anys 1805 - 1808, il·lustrat per l'autor. Aviat, aquest treball va ser seguit per un altre, Cartes des de Portugal i Espanya, escrites durant la marxa de les tropes sota el Senyor John Moore. El 1811 va tornar a Rússia, i el 7 de febrer de 1812 es va casar amb la seva princesa russa (qui va morir de tifus a St. Petersburg el setembre de 1826). Es va afiliar a l'exèrcit rus i en cercles diplomàtics, i va ser informat sobre els esdeveniment de 1812-13 des de la versió russa, dels quals ofereix un relat en la seva Narrativa de la Campanya a Rússia durant el 1812.

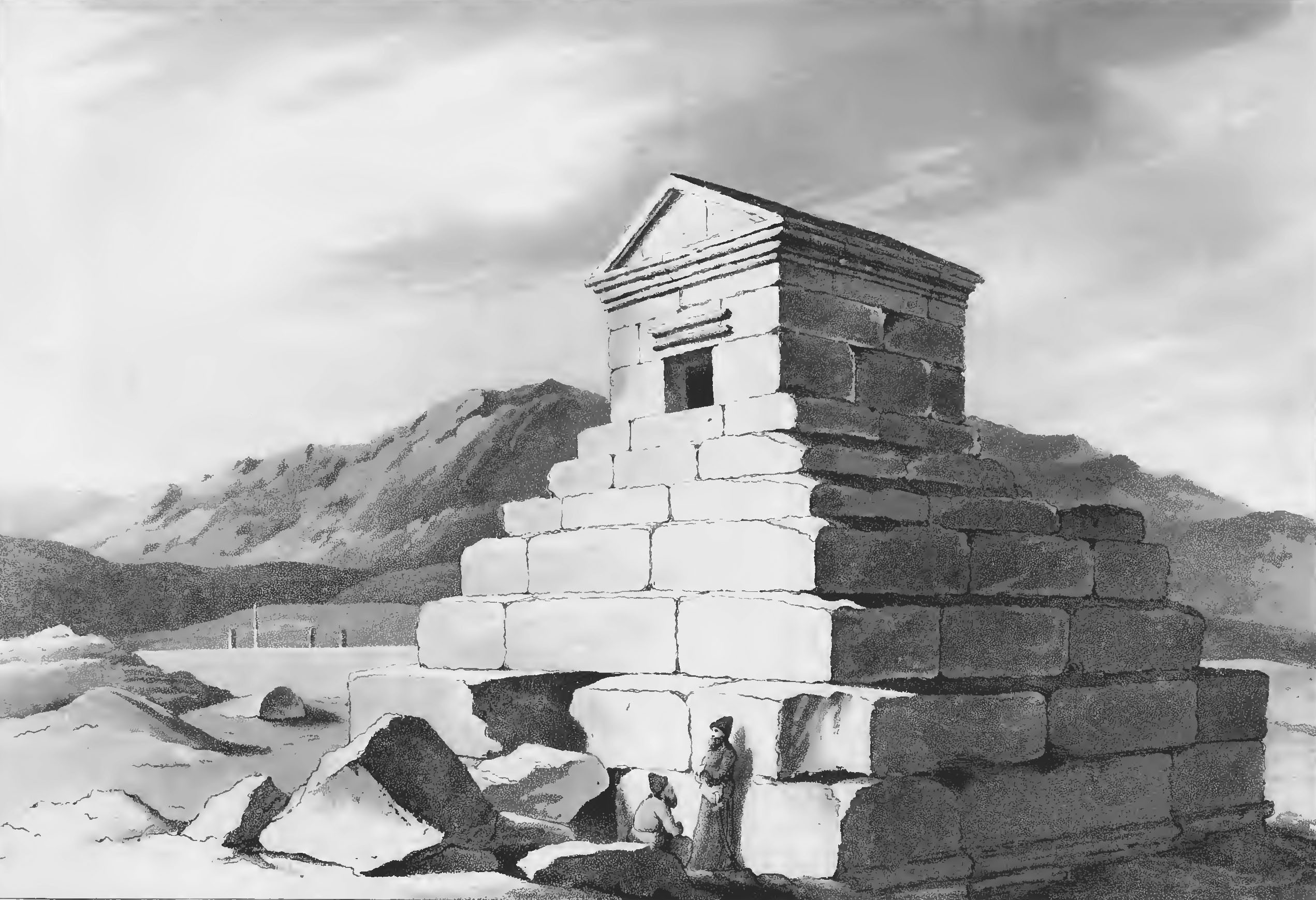
Dibuix del tomb de Cyrus, 1818

Porter va tornar a Anglaterra abans de publicar aquest llibre, i el 2 d'april de 1813 noombrat cavaller pel rei Jordi IV. Aviat, va ser enviat a l'estranger de nou, i l'agost de 1817 va marxar cap a St. Petersburg, un viatge llarg a través dels Caucas i Teheran, i llavors cap al sud via Esfahan fins al lloc de l'antic Persepolis, on va fer dibuixos i va transcriure un nombre d'inscripcions cuneïformes. Després d'una estada a Shiraz, va tornar a Esfahan, va procedit cap a Ecbatana i Bagdad, i llavors, seguint la ruta de Catabasis de Xenofont, fins a Shkodër. Va ser la primera persona en localitzar el mausoleu de Cyrus el Gran a Pasàrgadae proper a Shiraz. Porter va publicar un relat del seu viatge en Viatges a Geòrgia, Pèrsia, Armènia, Antiga Babilònia, 1817–1820. A Teheran va conèixer el monarca persa Fath Ali Shah, del qual va dibuixar un retrat, i del qual va rebre l'ordre del Lleó i el Sol el 1819.

### Veneçuela
Abans de tornar a Anglaterra, va marxar un altre cop de Rússia i el 1826 va ser nomenat cònsol britànic a Veneçuela, una posició que va aguantar durant quinze anys. Va continuar dibuixant durant aquest període, incloent-hi diverses peces religioses i un retrat de Simón Bolívar.

### Retorn a Europa
Va tornar a Anglaterra el 1841. Després d'una estada curta amb el seu germà a Bristol, va anar a visitar la seva filla Sant Petersburg, que s'havia casat amb un agent de l'exèrcit rus. El 3 de maig de 1842 va escriure al seu germà des d'allà que estava a punt de navegar cap Anglaterra, però va morir de cop l'endemà mentre tornava amb el seu drosky de visitar i acomiadar l'emperador Nicholas I. Va ser enterrat a St. Petersburg, i es va aixecar un monument a la seva memòria a la Catedral de Bristol.

## Influència dels seus panorames

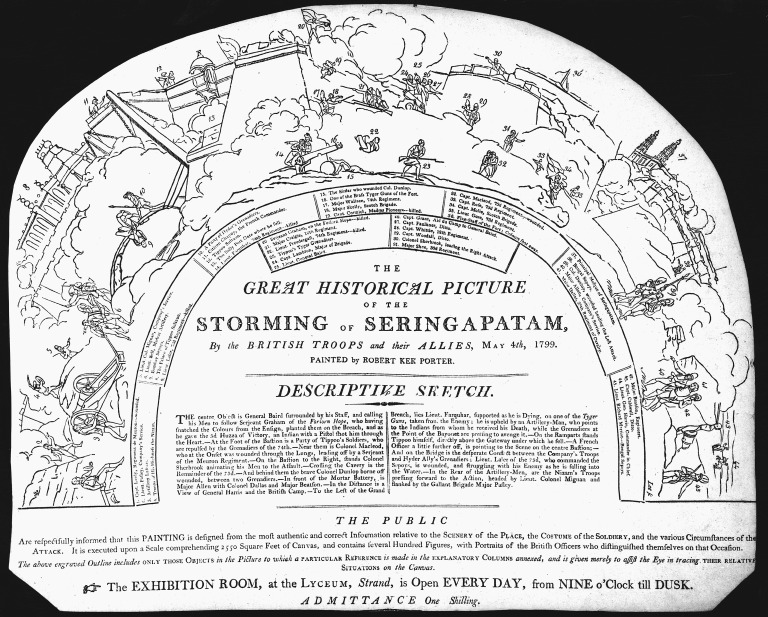
Storming of Seringapatam (1800)

Robert Ker Porter va ser un dels primers pintors en iniciar un corrent artístic popular i de gran èxit que va sorgir durant els últims anys del Segle XVIII i principis del XIX, que consistia en realitzar quadres de mida enorme, els quals representaven batalles, coronacions de reis o emperadors... Entre alguns dels seus exemples: The Storming of Seringapatam (1800), Battle of Lodi (1803) i Defeat of the French at the Devil's Bridge, Mont St. Gothard (1804). Gràcies a aquest interès dels artistes de superar els límits de l'enquadrament, la pintura començà a iniciar una evolució dels termes Panorama i Diorama, que més tard s'implantarien en l'àmbit fotogràfic i cinematogràfic. Aquestes representacions permetien a l'espectador tenir certa sensació d'història en la pintura a causa de la seva forma semicircular, que se situava al mig, rodejat pel panorama, i semblava estar immers en l'argument. Aquestes pintures són antecedents a la pantalla del cinema d'avui en dia.

## Llibres
- Porter, Robert Ker (1809). Cartes des de Portugal i Espanya, escrites durant la marxa de les tropes sota el Senyor John Moore. Londres: Hurst, Rees, i Orme.
- Porter, Robert Ker (1809). Esbossos dels viatges a Rússia i Suècia durant els anys 1805, 1806, 1807, 1808. Filadèlfia: Hopkins i Earle.
- Porter, Robert Ker (1810?). El vestit dels habitants de Rússia. Londres: J. Edington.
- Porter, Robert Ker (1815). Narrativa de la campanya a Rússia durant l'any 1812. Del Senyor Robert Ker Porter. Hartford: Andrus I Starr.
- Porter, Robert Ker (1821–22). Viatges a Geòrgia, Pèrsia, Armènia, l'antiga Babilònia, &c. &c. Durant els anys 1817, 1818, 1819, i 1820. Londres: Longman, Hurst, Rees, Orme i Marró.